# Irradiación de alimentos

El logotipo Radura, usado para marcar aquellos alimentos que han sido tratados mediante radiaciones.

La irradiación de alimentos, a veces llamada pasteurización fría o ionización de alimentos, es un tratamiento que puede darse a ciertos alimentos mediante radiaciones ionizantes, generalmente electrones de alta energía u ondas electromagnéticas producidas por elementos radiactivos (radiación X o gamma). El proceso involucra exponer los alimentos a cantidades controladas de esa radiación para lograr ciertos objetivos.
Suele emplearse el proceso para prevenir la reproducción de los microorganismos como las bacterias y los hongos que causan el deterioro de los alimentos, cambiando su estructura molecular y evitando su proliferación o algunas enfermedades producidas por bacterias patógenas. También puede reducir la velocidad de maduración o el rebrote de ciertas frutas y verduras modificando o alterando los procesos fisiológicos de sus tejidos sin grandes alteraciones en sus propiedades nutricionales ni organolépticas o físicas.
La irradiación de alimentos está permitida en más de 60 países, y cada año se procesan unas 500.000 toneladas métricas de alimentos en todo el mundo.  La normativa sobre qué alimentos que se pueden irradiar, varía mucho de un país a otro. En algunos países como Alemania y Austria sólo se pueden procesar con irradiación las hierbas secas, las especias y los condimentos, y sólo a una dosis específica, mientras que en Brasil se permiten todos los alimentos a cualquier dosis.

## Descripción del proceso radiactivo
Los tipos de radiación utilizados para procesar alimentos son: la radiación gamma, los rayos X y los electrones acelerados. Estos tipos de radiación son también llamados radiaciones ionizantes y son aceptadas por organismos internacionales como la FAO, la OMS y el OIEA.
Los radioisótopos emisores de radiación gamma normalmente utilizados para el procesamiento de alimentos son el cobalto 60 (60Co) y el cesio 137 (137Cs).
Los aceleradores de electrones utilizados tienen una energía máxima de 10 MeV y los equipos de rayos X una energía máxima de 5 MeV. Estos niveles de energías son demasiado bajos para inducir radioactividad en los materiales, incluidos los alimentos.
Para tratar los alimentos, se exponen a una fuente radiactiva durante un periodo de tiempo determinado para alcanzar la dosis deseada. La radiación puede ser emitida por una sustancia radiactiva o por aceleradores de rayos X y de electrones. Se toman precauciones especiales para garantizar que los alimentos no entren nunca en contacto con las sustancias radiactivas y que el personal y el entorno estén protegidos de la exposición a la radiación. Los tratamientos de irradiación suelen clasificarse por dosis (alta, media y baja), pero a veces se clasifican por los efectos del tratamiento (radappertización, radicidación y radurización). La irradiación de alimentos se denomina a veces "pasteurización en frío" o "pasteurización electrónica" porque al ionizar los alimentos no se calientan a altas temperaturas durante el proceso, y el efecto es similar al de la pasteurización por calor. El término "pasteurización en frío" es controvertido porque puede utilizarse para ocultar el hecho de que el alimento ha sido irradiado. La pasteurización y la irradiación son procesos fundamentalmente diferentes.

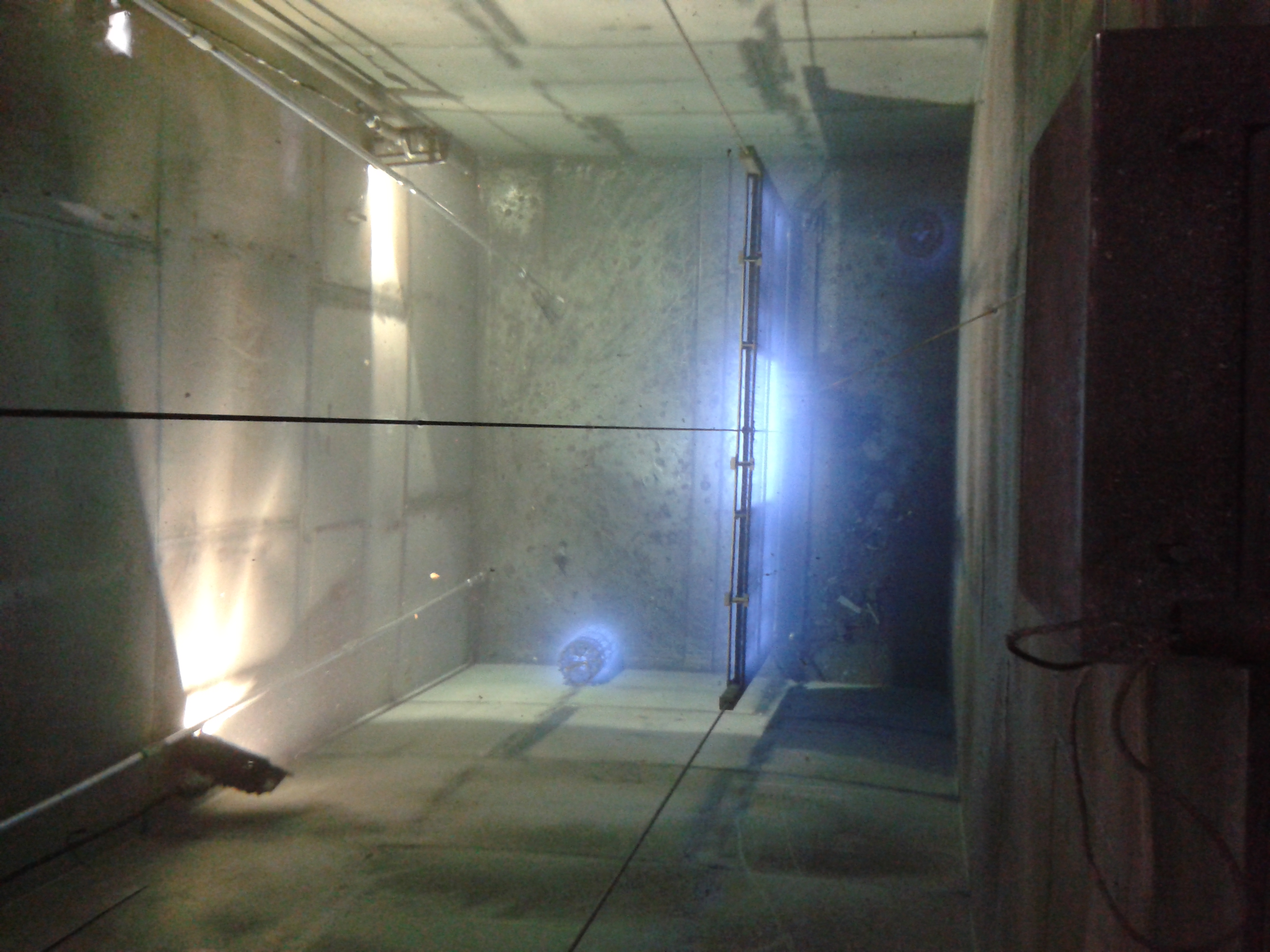
Cámara de Cobalto 60

## Aplicaciones de la irradiación de alimentos
La irradiación de alimentos ofrece varios beneficios a la industria alimenticia y a los consumidores. Desde un punto de vista práctico, se pueden proponer las siguientes clasificaciones:

### Según la dosis aplicada
Las aplicaciones de este proceso se pueden agrupar en tres categorías, dependiendo de las dosis aplicada a los alimentos como:

#### Irradiación a bajas dosis
Se considera Irradiación a bajas dosis cuando se aplica una dosis de hasta 1 kGy. Produce inhibición de brotes, desinfestación de frutas e inactivación de parásitos y plagas.

#### Irradiación a dosis medias
Se considera Irradiación a dosis medias cuando se aplica una dosis de entre 1 y 10 kGy. Produce reducción en el contenido de microorganismos dañinos y de patógenos, reduciendo la posibilidad de enfermedades provocadas por alimentos por contaminación bacteriana...

#### Irradiación a dosis grandes
Se considera Irradiación a dosis grandes cuando se aplican dosis mayores de 10 kGy. Consigue una reducción en el contenido de microorganismos hasta la esterilidad.

### Según los objetivos
Las aplicaciones de la irradiación de alimentos, agrupadas por sus objetivos, se pueden clasificar como:

#### Reducción de microorganismos patógenos
Entre los que se pueden mencionar: la Escherichia coli O157:H7, Salmonella, Campylobacter jejuni, Listeria monocytogenes y Vibrio spp., conocidos patógenos y que se asocian a las carnes, los productos frescos, el agua y los productos del mar.

#### Descontaminación de especias, hierbas y sazonadores vegetales
Estas están frecuentemente contaminadas con microorganismos debido a las condiciones ambientales y de procesamiento en que se producen, por lo que requieren de la irradiación para reducir su cuenta bacteriana y hacerlas viables para consumo humano. Además, el proceso de irradiación permite que estos productos conserven sus aromas y sus sabores originales.

#### Extensión de la vida de anaquel
Aplicable a frutas, verduras, carne de vaca, de pollo, de pescado y mariscos. Su vida de anaquel se puede prolongar considerablemente con un tratamiento combinado de irradiación a dosis baja y refrigeración, sin alterar su sabor o su textura. Este efecto también ha tomado relevancia en productos con una vida corta o que deben ser transportados a grandes distancias.

#### Tratamiento cuarentenario de frutas y verduras frescas
Cítricos, mangos y papayas. Previene la infectación por la mosca de la fruta como la del Mediterráneo, la oriental, la mexicana o la del Caribe, en zonas que se consideran libres de estas plagas y permite el comercio internacional de estos productos sin riesgo de su proliferación.

#### Inhibición de brotes en tubérculos y bulbos
Mediante el uso de la irradiación, se puede mantener un suministro constante de estos productos que deben almacenarse durante varios meses. Este proceso puede ser aplicado a papas, ajos, cebollas, jengibre y castañas, entre otras y no deja residuos, permitiendo su almacenamiento a temperaturas de entre 10 y 15 °C.

### Países donde se aplica
Varios países, incluyendo a Bangladesh, Uruguay, China, Hungría, Japón, Corea y Tailandia, irradian uno o más alimentos a nivel comercial, como grano, papas, especias, pescado seco, cebollas, ajos, etc., para controlar sus pérdidas.
En países como Bélgica, Francia y Holanda se irradian cantidades considerables de alimentos marinos congelados y ancas de rana, así como algunos ingredientes secos de alimentación, para controlar la contaminación por bacterias.
En varios países, incluyendo Estados Unidos, Argentina, Bélgica, Brasil, Canadá, China, Dinamarca, Finlandia, Francia, Holanda, Hungría, Indonesia, Israel, México, Noruega, Corea, Reino Unido y Sudáfrica se irradian algunas especias, en vez de ser fumigadas. El volumen de especias y sazonadores vegetales secos que se tratan mediante radiaciones ha aumentado significativamente a nivel mundial alcanzando 60,000 toneladas en 1997. Solo en los Estados Unidos, se irradiaron 30,000 toneladas de estos productos en 1997, en comparación con las 4,500 toneladas de 1993.

## Historia
La irradiación de alimentos está ganando una mayor atención frente a los métodos tradicionales de procesamiento y preservación de alimentos. A pesar de que algunas personas e instituciones creen que es una tecnología nueva, la investigación sobre este proceso se remonta a principios del siglo XX, donde las primeras patentes para el uso de la radiación ionizante para matar bacterias en alimentos en Estados Unidos y Gran Bretaña fueron otorgadas en 1905.
Actualmente, las autoridades sanitarias y de protección radiológica de más de 40 países, han aprobado la irradiación de alrededor para 60 productos diferentes, desde especias, grano, carne de pollo sin hueso y carne de vaca hasta frutas y verduras.
En agosto de 1999, existían aproximadamente 60 instalaciones para la irradiación de alimentos, siendo utilizadas en 30 países a nivel comercial. Existen además varias instalaciones en construcción o en proyecto.
La decisión de muchos países para aprobar la irradiación de alimentos se ha visto influenciada por la adopción de una norma mundial sobre alimentos irradiados en 1983, por parte de la Comisión del Codex Alimentarius, un organismo formado por la FAO (Organización de los Alimentos y la Agricultura de Naciones Unidas) y la OMS (Organización Mundial de la Salud). Esta Comisión tiene como objetivo recomendar normas para los alimentos y su procesado para proteger la salud de los consumidores y facilitar la práctica del libre comercio de alimentos.

## Regulación
La norma general del Codex Alimentarius está basada en las investigaciones de un comité internacional de expertos en irradiación de alimentos de la FAO, la OMS y el Organismo Internacional de Energía Atómica (OIEA) y concluye que la irradiación de cualquier alimento hasta una dosis promedio total de 10 kGy no presenta riesgos toxicológicos y no requiere hacer ninguna prueba adicional, ya que no introduce problemas microbiológicos o nutricionales especiales.
Sin embargo, en septiembre de 1977, se formó otro grupo de científicos de estas mismas organizaciones para la evaluación de la calidad de los alimentos irradiados con dosis superiores a 10 kGy, concluyendo que no hay evidencias científicas para que se limite la dosis suministrada a los alimentos a ese valor. Este valor de dosis de 10 kGy recomendado por esa Comisión, es equivalente a la energía calorífica requerida para incrementar la temperatura del agua en 2.4 °C, por esto a la irradiación de alimentos se le llama pasteurización fría.

## Motivación
El interés por la irradiación de alimentos se ha incrementado debido a las pérdidas de alimentos a nivel mundial, provocadas por la infectación, la contaminación y la degradación durante su transporte desde los centros de producción hasta los de consumo. También, a la preocupación por las enfermedades que son producidas por los alimentos contaminados por bacterias y al creciente comercio internacional de productos alimenticios, que deben cumplir con normas de calidad y de cuarentena muy estrictas.
La irradiación de alimentos ha demostrado ofrecer beneficios cuando se integra en un sistema establecido de manejo y distribución de los alimentos de forma segura.
Además algunas normas sobre el uso de fumigantes para el control de insectos y bacterias en los alimentos se están haciendo cada vez más estrictos, incluso prohibiéndose, debido principalmente a que dejan algunos residuos peligrosos en los alimentos y dañan la capa de ozono. Por ello, la irradiación es una alternativa para proteger a los alimentos contra el daño provocado por los insectos y como un tratamiento de productos frescos.
La FAO estima que las pérdidas de alimentos, después de haber sido cosechados, a nivel mundial son del 25%, debido a los insectos, las bacterias y los roedores. Utilizar la irradiación de alimentos como única técnica de conservación no resolverá todos esos problemas pero puede jugar un papel relevante en reducirlas, así como reducir también la dependencia con algunos fumigantes.
En Estados Unidos, aunque el número de enfermedades causadas por alimentos contaminados no se conoce con precisión, se estimó en 1994 que los casos podrían haber sido de entre 6.5 y 33 millones y que las muertes causadas por este problema pueden llegar a 9,000 personas anualmente.
El Departamento de Agricultura de los Estados Unidos (USDA) estimó que las enfermedades causadas por la bacteria E. coli O157:H7 debido al consumo de carne de vaca mal cocida, dieron pérdidas de productividad y a los gastos médicos de entre 200 y 440 millones de dólares anualmente.
En los países en vías de desarrollo, las enfermedades que causan parásitos como la Taenia solium y Trichinella spiralis constituyen un problema grave de salud y junto a las enfermedades debida a la contaminación de los alimentos por bacterias, resultan en cientos de millones de casos al año.

## Comercio
El intercambio de productos alimenticios es el factor principal en el comercio regional e internacional y continúa creciendo. La falta de capacidad de algunos países para satisfacer las normas de salud pública es la principal barrera para este intercambio, por ejemplo, no todos los países permiten la importación de frutas tratadas con productos químicos. Por otra parte, algunos países con gran capacidad de importaciones como Estados Unidos y Japón, han prohibido el uso de ciertos fumigantes o la importación de productos tratados con ellos, ya que han sido considerados como peligrosos para la salud de sus consumidores.
En 1996, USDA informó que permitiría la importación de frutas y verduras frescas tratadas mediante radiaciones contra la mosca de la fruta. El problema es mayor para los países en desarrollo cuyas economías se basan en gran medida en la producción agrícola y en las ganancias producidas por su exportación. La irradiación de alimentos ofrece a estos países una alternativa.
Recientemente, esta autorización se hizo extensiva para productos frescos, como la lechuga Iceberg y las espinacas, que podrán ser tratadas con radiación para reducir su contenido de bacterias patógenas hasta con una dosis de 4 kGy.
Cada año se irradian en el mundo cientos de miles de toneladas de productos alimenticios. Sin embargo, esta cantidad es pequeña en comparación con los volúmenes totales de alimentos que se procesan y solamente algunos de estos productos alimenticios irradiados entran en el comercio internacional.
Un factor que influye en la rapidez con que la irradiación de alimentos se está adoptando es el entendimiento y la aceptación del público de este proceso. De forma contraria a las estimaciones iniciales, se ha demostrado que cuando se ofrecen alimentos irradiados a los consumidores, estos terminan comprándolos debido a su satisfacción con la calidad y seguridad de estos productos.

## Percepción pública e impacto
La irradiación ha sido aprobada por la FDA hace más de 50 años, pero el área más importante en su utilización ha sido la irradiación de frutas y verduras para consumo humano. En los principios de la década de los 2000 en Estados Unidos la irradiación era más popular en locales comerciales de alimentos, pero debido a la falta de demanda de los consumidores ya no es común. La baja demanda de alimentos irradiados, sumado a una reducción en el deterioro del producto entre el productor y el consumidor reduciendo el riesgo de enfermedades hizo que los productores no incluyeran procesos de irradiación en la actualidad.
Es muy difundida la percepción negativa del consumidor sobre los alimentos tratados con irradiación por sobre otros procesos, aunque algunos estudios de la industria indican que el número de consumidores preocupados por la seguridad de los alimentos irradiados ha disminuido en los últimos 10 años a niveles comparables a los de personas preocupadas por conservantes y aditivos alimentarios.

## Riesgos para la salud
Los tratamientos de irradiación consisten en someter a los alimentos a dosis de radiaciones ionizantes, pero este tratamiento destruyen o degradan el ADN o las proteínas de bacterias patógenas.
La irradiación parece ser inocua para los alimentos, en el sentido de que no causa alteraciones tóxicas en sus compuestos. Sí se producen subproductos peculiares, pero no se ha demostrado que provoquen efectos perniciosos sobre nuestra salud. Se sospechaba que la 2-alquil-ciclobutanona, subproducto derivado de un ácido graso, provocaba mutaciones celulares cancerígenas, pero las investigaciones llevan a pensar de otro modo.
La irradiación de alimentos puede resultar en la pérdida de nutrientes, por ejemplo, los niveles de vitamina E pueden reducirse en un 25 % después de la irradiación y la vitamina C en un 5-10 %. Esto se ve agravado por los tiempos de almacenamiento más largos de los alimentos irradiados y por la pérdida de nutrientes durante la cocción. , lo que puede dar lugar a que el alimento que finalmente consume el consumidor contenga poco más que "calorías vacías". Esto es potencialmente perjudicial para la salud a corto y largo plazo de los consumidores, en particular para los sectores de la sociedad que ya no obtienen una nutrición adecuada.
Cuando los alimentos se exponen a altas dosis de radiación ionizante, la composición química y el contenido nutricional de los alimentos pueden cambiar. A menudo se forman subproductos radiolíticos en los alimentos irradiados. Muy pocos de estos productos químicos se han estudiado adecuadamente para determinar su toxicidad. Uno de estos productos químicos - 2 -DCB - puede causar daños en el ADN en células de colon de rata en dosis altas.
La irradiación de alimentos no inactiva las toxinas peligrosas que ya han sido producidas por bacterias antes de la irradiación. En algunos casos, como C. botulinum, es la toxina producida por la bacteria, en lugar de la bacteria misma, la que representa un peligro para la salud.
La extensión de la lista de la UE de alimentos permitidos para la irradiación podría significar que en el futuro una parte significativa de la dieta de los consumidores consistirá en alimentos irradiados. Se desconocen los impactos a largo plazo de esto para la salud. Se requiere mucha más investigación antes de exponer a las poblaciones. a tal dieta.
La irradiación de productos como la carne de pollo, las vísceras y la clara de huevo recuperados mecánicamente podría inducir a error a los consumidores haciéndoles pensar que son más seguros. Por lo tanto, existe el riesgo de que los consumidores no tomen las medidas necesarias para evitar la contaminación cruzada. El riesgo de recontaminación de los alimentos después de la irradiación es muy grave ya que un alimento casi estéril es un medio ideal para el crecimiento muy rápido de bacterias reintroducidas. Por lo tanto, los alimentos irradiados deben manipularse con aún más cuidado en los hogares y restaurantes.
La irradiación puede causar mutaciones en bacterias y virus que conducen a cepas potencialmente resistentes.

## Engañando a consumidores
La irradiación de frutas y verduras para prolongar su vida útil puede inducir a error a los consumidores al hacer que los alimentos "viejos" parezcan "frescos". Cuanto mayor sea la edad de las frutas y verduras, menor será su valor nutricional, sin mencionar los efectos del envejecimiento en sus gustos y sabores. .
Los consumidores pueden ser engañados peligrosamente porque la irradiación también mata inevitablemente las bacterias que producen olores de advertencia que indican que la comida se está "echando a perder".
La irradiación de algunos productos, como frutas secas y copos o gérmenes de cereales, a menudo considerados alimentos saludables (p. ej., muesli), podría hacer que los consumidores los perciban erróneamente como tipos de alimentos inherentemente contaminados.

## Mal uso de la tecnología
La irradiación de alimentos puede y se ha utilizado para enmascarar las malas prácticas de higiene en la producción de alimentos. Con la irradiación, la contaminación puede esterilizarse. Esto reduce el incentivo para limpiar las operaciones de procesamiento de alimentos descuidadas: la industria cuenta con una "solución rápida" como alternativa a ocuparse de las fuentes del problema El consumidor tiene derecho a esperar alimentos limpios, pero la irradiación puede conducir a una mayor producción de alimentos contaminados con suciedad -suciedad 'limpia'.
La irradiación se puede utilizar para mantener o incluso empeorar las normas deficientes de la cría de animales. El hacinamiento de los animales durante la crianza y antes del sacrificio, así como el uso de alimentos baratos pero inapropiados, contribuyen a la contaminación de productos animales como la carne, las aves de corral y los huevos. La limpieza de estos productos al final de la línea de producción elimina el incentivo para mejorar el bienestar animal.
Se han producido infracciones de la legislación de etiquetado existente en los países europeos, con la venta de alimentos irradiados sin etiquetar. Recientemente, una encuesta de detección del gobierno del Reino Unido descubrió que esto estaba ocurriendo nuevamente y descubrió que casi la mitad de los complementos alimenticios muestreados estaban ilegalmente irradiados y sin etiquetar (ver prensa). En estas circunstancias, se viola el derecho de elección de los consumidores. La relajación de las normas de irradiación podría empeorar esta situación.
Si tienen éxito, los esfuerzos continuos de la industria en los EE. UU. para sustituir el término 'irradiación' en las etiquetas de los alimentos irradiados con términos como 'pasteurización en frío' podrían servir para confundir y engañar a los consumidores
.

## La seguridad de trabajadores
Los trabajadores corren el riesgo de exposición accidental a niveles peligrosos de radiación, particularmente en plantas de irradiación que utilizan fuentes radiactivas.
El uso de la irradiación para esterilizar la carne al final de la línea de producción permite que las líneas de sacrificio funcionen a velocidades peligrosamente altas, ya que la mayor contaminación que se produce durante el despiece de las canales a alta velocidad se puede "limpiar" al final de la línea. Esto aumenta el riesgo de accidentes y muertes al obligar a los empacadores de carne a trabajar más rápido que nunca.

## Costos socioeconómicos
La irradiación de alimentos no es un método de bajo costo. Las plantas de irradiación son costosas y podrían ayudar a las grandes multinacionales a eliminar a los productores más pequeños y locales. Es probable que los requisitos para mejorar las medidas de seguridad en todas las instalaciones que contienen materiales radiactivos aumenten los costos de las plantas de irradiación, lo que lleva a un aumento de los precios de los alimentos irradiados.
La irradiación apoya una mayor globalización de la producción y el suministro de alimentos, lo que amenaza a los agricultores y procesadores de alimentos locales.

## Riesgos de seguridad
Se ha informado de que cada año se producen numerosas pérdidas no recuperadas y robos de materiales radiactivos. Los acontecimientos recientes han suscitado preocupación por la posibilidad de que los terroristas obtengan estos materiales para utilizarlos en "bombas sucias". Una bomba sucia utiliza explosivos convencionales para dispersar material radiactivo. Tal ataque podría causar contaminación por radiación en varias cuadras de una ciudad, pero probablemente ninguna muerte por radiación, debido a las bajas dosis a medida que se dispersa el material. Aun así, tal ataque podría sembrar el pánico y tener impactos económicos significativos y requeriría largas operaciones de limpieza, a pesar de que estos materiales se detectan con bastante facilidad.

## Impactos ambientales
Los accidentes en las plantas de irradiación radiactiva ya han provocado derrames radiactivos y contaminación de la tierra y los recursos hídricos circundantes, y esto podría volver a ocurrir.
La construcción de más plantas de irradiación podría requerir un mayor transporte de materiales radiactivos, lo que conlleva riesgos de accidentes y fugas radiactivas en un área más amplia.
La irradiación permite que los alimentos se transporten a grandes distancias, lo que genera una mayor contaminación del aire y emisiones de gases de efecto invernadero que contribuyen al calentamiento global